# 73e méridien est
En géographie, le 73e méridien est est le méridien joignant les points de la surface de la Terre dont la longitude est égale à 73° est.

## Géographie

### Dimensions
Comme tous les autres méridiens, la longueur du 73e méridien correspond à une demi-circonférence terrestre, soit 20 003,932 km. Au niveau de l'équateur, il est distant du méridien de Greenwich de 8 126 km,.
Avec le 107e méridien ouest, il forme un grand cercle passant par les pôles géographiques terrestres.

### Régions traversées
En commençant par le pôle Nord et descendant vers le sud au pôle Sud, Le 73e méridien est passe par:
| Coordonnées          | Pays, territoire ou mer | Notes |
| -------------------- | ----------------------- | --- |
| 90° 00′ N, 73° 00′ E | Océan Arctique          | |
| 81° 06′ N, 73° 00′ E | Mer de Kara             | |
| 73° 00′ N, 73° 00′ E | Golfe de l'Ob           | |
| 71° 25′ N, 73° 00′ E | Russie                  | Péninsule de Gydan |
| 71° 23′ N, 73° 00′ E | Golfe de l'Ob           | |
| 68° 44′ N, 73° 00′ E | Russie                  | Péninsule de Yamal |
| 67° 42′ N, 73° 00′ E | Golfe de l'Ob           | |
| 66° 42′ N, 73° 00′ E | Russie                  | |
| 54° 03′ N, 73° 00′ E | Kazakhstan              | |
| 42° 32′ N, 73° 00′ E | Kirghizistan            | |
| 40° 53′ N, 73° 00′ E | Ouzbékistan             | Sur environ 15 km au point le plus oriental du pays |
| 40° 45′ N, 73° 00′ E | Kirghizistan            | |
| 39° 21′ N, 73° 00′ E | Tadjikistan             | |
| 37° 18′ N, 73° 00′ E | Afghanistan             | |
| 36° 52′ N, 73° 00′ E | Pakistan                | Khyber Pakhtunkhwa Gilgit-Baltistan - revendiqué par Inde Khyber Pakhtunkhwa Territoire fédéral d'Islamabad Punjab - passe juste à l'ouest de Faisalabad |
| 29° 09′ N, 73° 00′ E | Inde                    | Rajasthan Gujarat Dadra et Nagar Haveli et Daman et Diu Maharashtra - passe juste à l'est de Mumbai                                                      |
| 18° 03′ N, 73° 00′ E | Océan Indien            | |
| 11° 30′ N, 73° 00′ E | Inde                    | Lakshadweep - Île Kiltan (en) |
| 11° 28′ N, 73° 00′ E | Océan Indien            | Passe juste à l'est de l'Île Kadmat (en), Lakshadweep, Inde Passe juste à l'ouest de l'île Minicoy, Lakshadweep, Inde                                    |
| 6° 50′ N, 73° 00′ E  | Maldives                | Atolls Haa Dhaalu, Shaviyani, Raa et Baa |
| 5° 05′ N, 73° 00′ E  | Océan Indien            | |
| 4° 18′ N, 73° 00′ E  | Maldives                | Atoll Rasdu |
| 5° 05′ N, 73° 00′ E  | Océan Indien            | Passe juste à l'est de l'atoll Ari, Maldives |
| 3° 18′ N, 73° 00′ E  | Maldives                | Atolls Nilandhe du Nord, Nilandhe du Sud et Kolhumadulu                                                                                                  |
| 2° 10′ N, 73° 00′ E  | Océan Indien            | |
| 0° 32′ N, 73° 00′ E  | Maldives                | Atoll Huvadhu |
| 0° 17′ N, 73° 00′ E  | Océan Indien            | Passe juste à l'ouest de l'atoll de Addu Maldives , Maldives Passe entre les Île McDonald et Île Heard, Australie                                        |
| 60° 00′ S, 73° 00′ E | Océan Austral           | |
| 68° 11′ S, 73° 00′ E | Antarctique             | Territoire Antarctique australien, Revendications territoriales en Antarctique revendiqués par l' Australie                                              |